# Nanomitriopsis
Nanomitriopsis là một chi rêu trong họ Dicranaceae.